# Prvenstvo Avstralije 1923
Prvenstvo Avstralije 1923 v tenisu.

## Moški posamično
Pat O'Hara Wood :  Bert St John, 6–1, 6–1, 6–3

## Ženske posamično
Margaret Molesworth :  Esna Boyd, 6–1, 7–5

## Moške dvojice
Pat O'Hara Wood /  Bert St. John :  Dudley Bullough /  Horace Rice, 6–4, 6–3, 3–6, 6–0

## Ženske dvojice
Esna Boyd /  Sylvia Lance Harper :  Margaret Molesworth /  Mrs. H. Turner, 6–1, 6–4

## Mešane dvojice
Sylvia Lance Harper  /  Horace Rice :  Margaret Molesworth /  Bert St. John, 2–6, 6–4, 6–4